# طيران بي أن جي
طيران بي أن جي هي شركة طيران مقرها أراضي مطار جاكسونز الدولي في بورت مورسبي ببابوا غينيا الجديدة. تقوم بتشغيل رحلات داخلية ودولية مجدولة، بالإضافة إلى أعمال تأجير الشركات التعاقدية. قاعدتها الرئيسية هي مطار Jacksons الدولي.

## التاريخ
تأسست شركة الطيران في الأصل وبدأت عملياتها في عام 1987 باسم طيران خليج ميلن. عملت شركةً مستأجرةً في صناعة تنمية الموارد. حصلت شركة الطيران على ترخيص أر بي تي (خدمات الركاب المجدولة) في سبتمبر 1992 وحصلت على رخصة طيران في مارس 1997. هناك أيضًا مع مقرها الرئيسي وقاعدة العمليات الرئيسية في بورت مورسبي فريق دعم في كيرنز، أستراليا. يعمل في طيران بي أن جي 750 موظفًا. في عام 2008، أُدرجت شركة الطيران في بورصة بورت مورسبي للأوراق المالية.
في نوفمبر 2015، أعادت شركة الطيران تسميتها وكشفت النقاب عن كسوة جديدة. كما تلقت أول طائرة إيه تي آر 72-600، لتصبح العمود الفقري للأسطول بحلول عام 2020.

## الوجهات
تقوم شركة طيران بي أن جي بتشغيل رحلات ركاب مجدولة إلى الوجهات التالية:
بابوا غينيا الجديدة
- أولتاو  [لغات أخرى]‏ – مطار غورني  [لغات أخرى]‏
- بوكا – مطار بوكا [الإنجليزية]
- ريف دارو  [لغات أخرى]‏ – مطار دارو  [لغات أخرى]‏
- جوروكا  [لغات أخرى]‏ – مطار غوروكا  [لغات أخرى]‏
- Hoskins – Hoskins Airport
- Kiunga – Kiunga Airport
- Aropa – Kieta Airport
- Kavieng – مطار كافينغ  [لغات أخرى]‏
- لاي – Lae Airport  [لغات أخرى]‏
- Lihir Island – Kunaye Airport
- Losuia – Losuia Airport
- مادانغ – مطار مادانغ [الإنجليزية]
- Misima – Misima Airport
- Moro – Moro Airport
- Mount Hagen – Mount Hagen Airport
- بوبونديتا  [لغات أخرى]‏ – Girua Airport
- بورت مورسبي – مطار جاكسونز الدولي مركز إقليمي
- رابول /Kokopo – مطار رايول [الإنجليزية]
- Tabubil – Tabubil Airport
- Tari – Tari Airport
- فانيمو – مطار فانيمو [الإنجليزية]
- ويواك – مطار ويواك [الإنجليزية]
- وابيناماندا – مطار وابيناماندا

أستراليا
- كيرنز - مطار كيرنز  [لغات أخرى]‏

## وجهات مستقبلية
- كيبولاوان آرو - مطار بنجينا [الإنجليزية]

## الأسطول الجوي

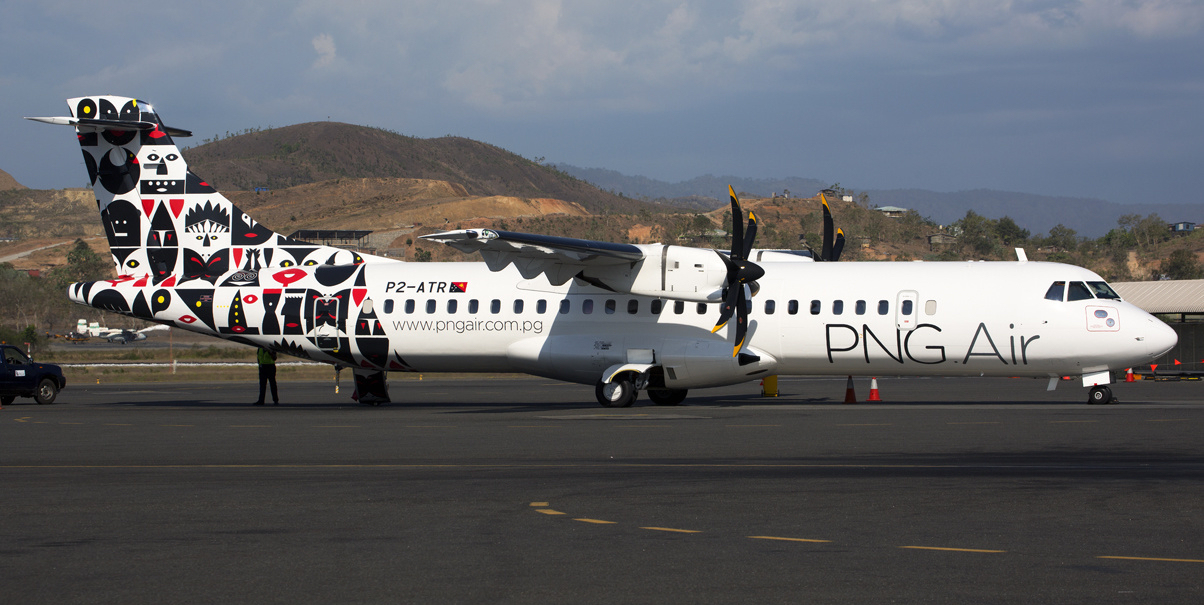
طيران بي أن جي ATR 72

يتكون أسطول بي أن جي الجوي من الطائرات التالية (اعتبارًا من فبراير 2020):
| الطائرات             | في الخدمة | الطلبات | الركاب | ملحوظات |
| -------------------- | --------- | ------- | ------ | ------- |
| إيه تي آر 72-600     | 7         | —       | 72     |         |
| بومباردييه داش 8-100 | 8         | —       | 36     |         |
| المجموع              | 15        |         |        |         |

## الحوادث والحوادث
- في 15 ديسمبر 1992، ضربت طائرة طيران خليج ميلن من نوع بريتن نورمان ايلاندر جبلًا بالقرب من ألوتاو  [لغات أخرى]‏، بابوا غينيا الجديدة. قُتل ستة اشخاص.[9]
- في 12 يوليو 1995، انفجرت طائرة طيران خليج ميلن من صنف دي هافيلاند كندا دي إتش سي 6 توين أوتر وتحطمت في المياه الضحلة بعد وقت قصير من إقلاعها من مطار داجورا. قُتل ثلاثة عشر شخصًا.[9]
- في 11 مايو 1996، حلقت إحدى طائرات طيران خليج ميلن من صنف بريتن نورمان ايلاندر في واد محاط بتضاريس عالية بالقرب من أومبا. حاول الطيار الالتفاف 180 درجة، لكنه اصطدم بالأشجار. قُتل راكب واحد.[9]
- في 9 يوليو 1996، ضربت طائرة طيران خليج ميلن من صنف توين أوتر جبلًا في ظروف غائمة عند اقترابها من ميندي  [لغات أخرى]‏. قُتل عشرين شخصا.[9]
- في 29 يوليو 2004، تحطمت طائرة تابعة لشركة الخطوط الجوية بابوا غينيا الجديدة بالقرب من Ononge، في ظروف غائمة، مما أسفر عن مقتل شخصين.[10]
- في 11 أغسطس 2009، قامت طيران بي أن جي الرحلة 4684  [لغات أخرى]‏ من صنف توين أوتر، برحلة فاشلة في ظروف غائمة بالقرب من كوكودا . تحطمت الطائرة في جبل على ارتفاع 5500 قدم (1676 مترًا). قُتل كل من كانوا على متن الطائرة وعددهم 13 شخصًا.[10]
- في 13 أكتوبر 2011، تحطمت طائرة داش 8-100، مسجلة P2-MCJ، تعمل في طيران بي أن جي الرحلة 1600 من لاي إلى مادانغ، عل بُعد حوالي 20 كيلومتر جنوب مادانغ واشتعلت بها النيران، مما أسفر عن مقتل 28 من 32 شخصًا كانوا على متنها.[11][12]

## روابط خارجية
- الموقع الرسمي نسخة محفوظة 25 يونيو 2020 على موقع واي باك مشين.